# Toshiharu Urakami
Toshiharu Urakami (n. 1951) es un micólogo, químico, y farmacéutico japonés.

## Algunas publicaciones
- t. Urakami, h. Araki, k.-i. Suzuki, k. Komagata. 1993. Further studies of the genus Methylobacterium and description of Methylobacterium aminovorans sp. nov. Int. J. Syst. Bacteriol. 43: 504-513

- ------------, k. Komagata. 1984. Protomonas, a new genus of facultatively methylotrophic bacteria. Int. J. Syst. Bacteriol. 34: 188-201

## Honores

### Eponimia
- Razas de Methylobacterium organophilum[1][2]

- La abreviatura «Urakami» se emplea para indicar a Toshiharu Urakami como autoridad en la descripción y clasificación científica de los vegetales.[3]